# 旋衡风
大气科学与海洋科学中，流体（空气或海水）质点作强烈旋转运动时，轨迹具有较大曲率，因此离心力变得很重要，当流速较大时，离心力远大于科里奥利力，此时科里奥利力可以被忽略。这种情况下，气压梯度力与离心力达到平衡，称这样的平衡运动为旋衡风（旋衡流）。常见的可以用旋衡风进行模拟的现象就是龙卷风。详情参见词条平衡流。
1. ↑  叶笃正 李崇银 王必魁. . 北京: 科学出版社. 1988: 79–80. ISBN 7030003357.